# La Feria
La Feria is een plaats (city) in de Amerikaanse staat Texas, en valt bestuurlijk gezien onder Cameron County.

## Demografie
Bij de volkstelling in 2000 werd het aantal inwoners vastgesteld op 6115.
In 2006 is het aantal inwoners door het United States Census Bureau geschat op 6856, een stijging van 741 (12,1%).

## Geografie
Volgens het United States Census Bureau beslaat de plaats een oppervlakte van
5,2 km², geheel bestaande uit land. La Feria ligt op ongeveer 16 m boven zeeniveau.

## Plaatsen in de nabije omgeving
De onderstaande figuur toont nabijgelegen plaatsen in een straal van 8 km rond La Feria.